# خوزه پامپلونا
خوزه پامپلونا (اسپانیایی: José Pamplona‎؛ زادهٔ ۶ فوریهٔ ۱۹۱۱ - درگذشته نامعلوم) بازیکن بسکتبال اهل مکزیک است.